# Tamworthský manifest
Tamworthský manifest byl politický manifest vydaný Robertem Peelem roku 1834 v Tamworthu, který je mnohými historiky považován za soupis základních principů, na nichž je založena moderní britská Konzervativní strana. 
V listopadu 1834 odvolal král Vilém IV. premiéra Williama Lamba, člena strany Whigů, a požádal Arthura Wellesleyho, aby vytvořil nový kabinet. Ten mu navrhl za předsedu vlády místo sebe Peela. Ten s ohledem na to, že ho doporučil Wellesley, uvedl, že jeho názory na politiku jsou částečně odlišné od Wellesleyho.
Manifest, formálně určený jako vyjádření Peelova politického programu jen voličům obvodu Tamworth, za nějž Peel kandidoval do Dolní sněmovny, byl publikován v celostátním tisku 18. prosince. 
Hlavní body Tamworthského manifestu:
- Peel akceptoval Reformu volebního systému z roku 1832 jako konečný a neodvolatelný stav reformy ústavy
- slíbil, že konzervativci budou provádět řádnou revizi občanských a církevních institucí
- tam kde bude nutná změna, přislíbil korekci prokázaných zneužívání výhod a nápravu způsobených křivd
- navrhl reformu církevních záležitostí pro zachování skutečných zájmů věřících
- jeho hlavní myšlenkou tedy byl návrh, aby konzervativci reformovali, aby mohli přežít
- nicméně odmítl to, co považoval za nepotřebné reformy, obávajíce se neustálého podněcování neklidu